# Кунгур
Кунгу́р  — місто в Пермському краї Росії, адміністративний центр Кунгурського району. Має статус міського округу. Лежить на південному сході краю, у Середньому Передураллі, за 90 км на південний схід від міста Пермi. Офіційно заснований в 1663 році, з 1970 року є історичним поселенням Росії. Населення — 63 173 осіб (2023), територія — 68,7 км ². Жителів міста називають кунгурякамі. Раніше використовували іншу назву — Кунгурці. Головною визначною пам'яткою міста є Кунгурська крижана печера. Завдяки їй місто здобуло широку популярність у світі. Чайна столиця Російської імперії.

## Етимологія
Назва місту дала річка Кунгурка, що впадає в річку Ірень на місці будівництва першого острогу. Гідронім міг виникнути під впливом значного розвитку в околицях міста карстових явищ. У цьому випадку назва може бути пов'язана з тюркським ункур або унгур (печера, тіснина, щілина в скелях).

## Історія
Вперше про закладення Кунгура згадано 1623 року. За іншою версією місто заклали в 1648 році на «порожній землі, яку руські люди купили в Іренських татар». Покупцями були чердинські й солікамські воєводи: думний дворянин Прокопій Єлизаров, стольники — князь Петро Прозоровський і Семеон Кондирєв. Місце для заснування вибрали за 2 версти від впадіння річки Кунгурки в Ірен, де розташоване село Старий Посад (тепер — село Троїцьк), що в 17 верстах на південь від нинішнього Кунгура. Відбудували місто до 1649 переселенці з Чердині й Солікамська, до яких пізніше приєдналися вихідці з Вятки, Кайгорода, Сольвичегодська і Устюга.

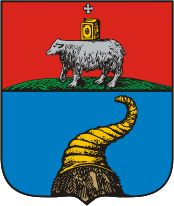
Історичний герб міста, що діяв з 1783 по 1972

1662 року спалахнуло повстання башкир, незадоволених обманом з боку росіян, які купували землю, і зловживаннями посадових осіб під час збору ясака. На день Іллі татари і башкири взяли Кунгур, який до цього часу налічував за різними оцінками від 58 до 96 дворів. «Після цього погрому» в живих залишилися лише ті, хто встиг сховатися в навколишніх лісах і печерах по берегах Ірени і Силви.
Уцілілі жителі в чолобитній царю Олексію Михайловичу просили того самого року дозволити їм побудувати нову фортецю.
У 1663 році Кунгур був закладений повторно, але вже на новому місці. З 1673 по 1675 Кунгур обгородили дерев'яним кремлем, замість колишнього острогу, у який вбудували 8 веж, дві з яких — Спаську та Тіхвінську — обладнали воротами і зробили їх проїжджими. Висота стін кремля в інших місцях сягала трьох саженів (бл. 6,5 м).
1703 року Семен Ремезов, відомий сибірський картограф, склав креслення Кунгура і повіту, що оточував місто. Того самого року приписні селяни обложили Кунгур, бо були незадоволені приїздом до міста верхотурського воєводи. Облога тривала тиждень — від 17 до 23 липня. Наступного, 1704 року, у Кунгурі закінчили будівництво і освятили перший у місті кам'яний храм — Благовіщенський. Храм був народним у прямому сенсі цього слова — на його зведення з кожного мешканця зібрали по 25 коп., — Що не завадило його підірвати в кінці 30-х років для будівництва Палацу оборони. Останній так і не був побудований.

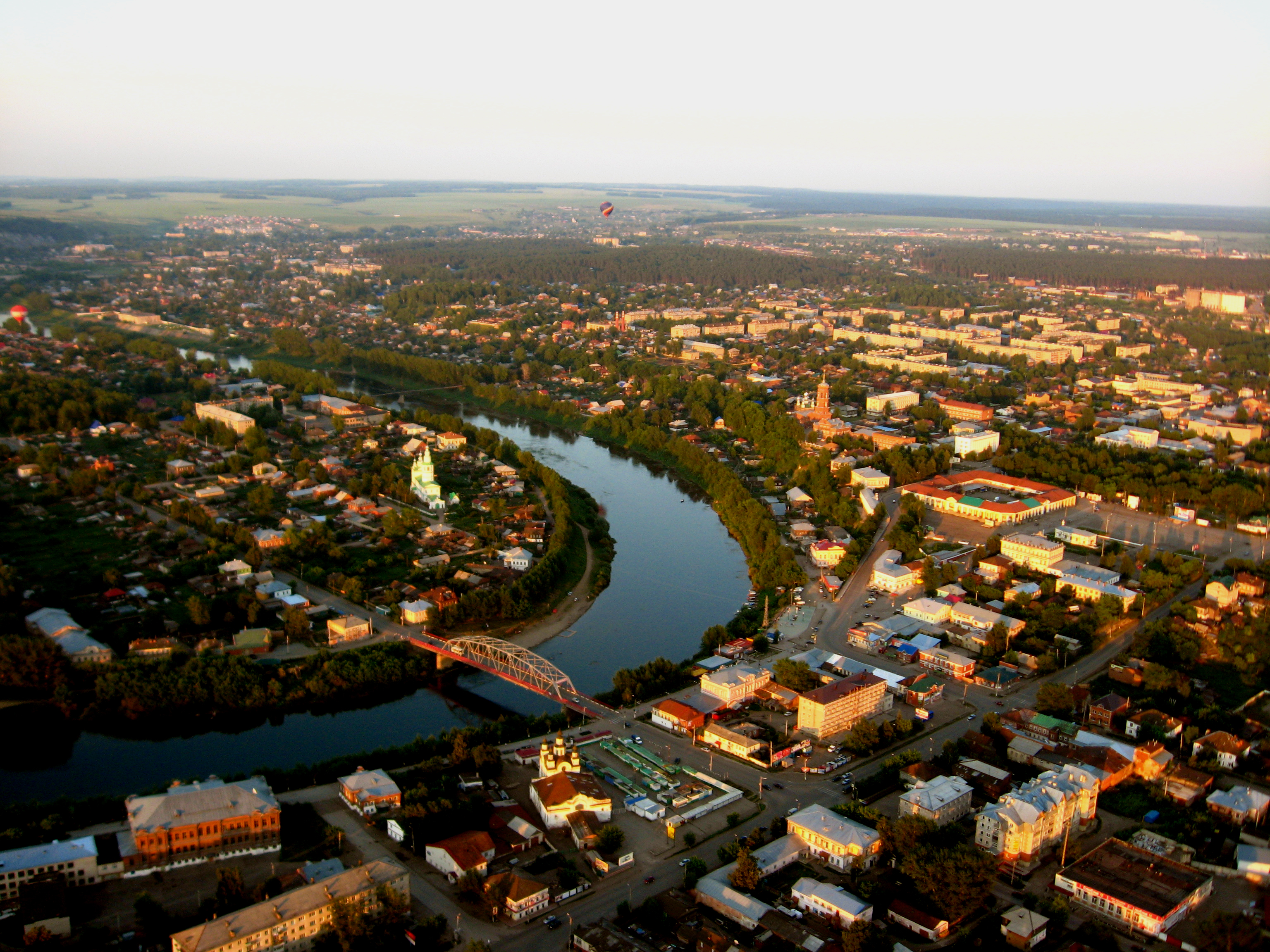
Вигляд на місто Кунгур з висоти пташиного польоту

У 1724 році розпочав роботу шкіряний завод, що зайнявся виробництвом юхти. Спочатку шкіряні підприємства розташовувалися у верхній частині Кунгура, і лише на початку XIX ст. їх перенесли до нижнього міста, оскільки замочування шкір і їх мийка псували воду в Силві, роблячи її непридатною для пиття. Того ж 1720 року Василь Татищев заснував у місті Гірничу канцелярію, яка 1725 року змінила назву на Кунгурський бергамт, а 1721 року — першу уральську гірничозаводську школу. Кунгур стає центром гірничозаводського округу, а в 1737 році до міста переводять провінційне управління з Солікамська.

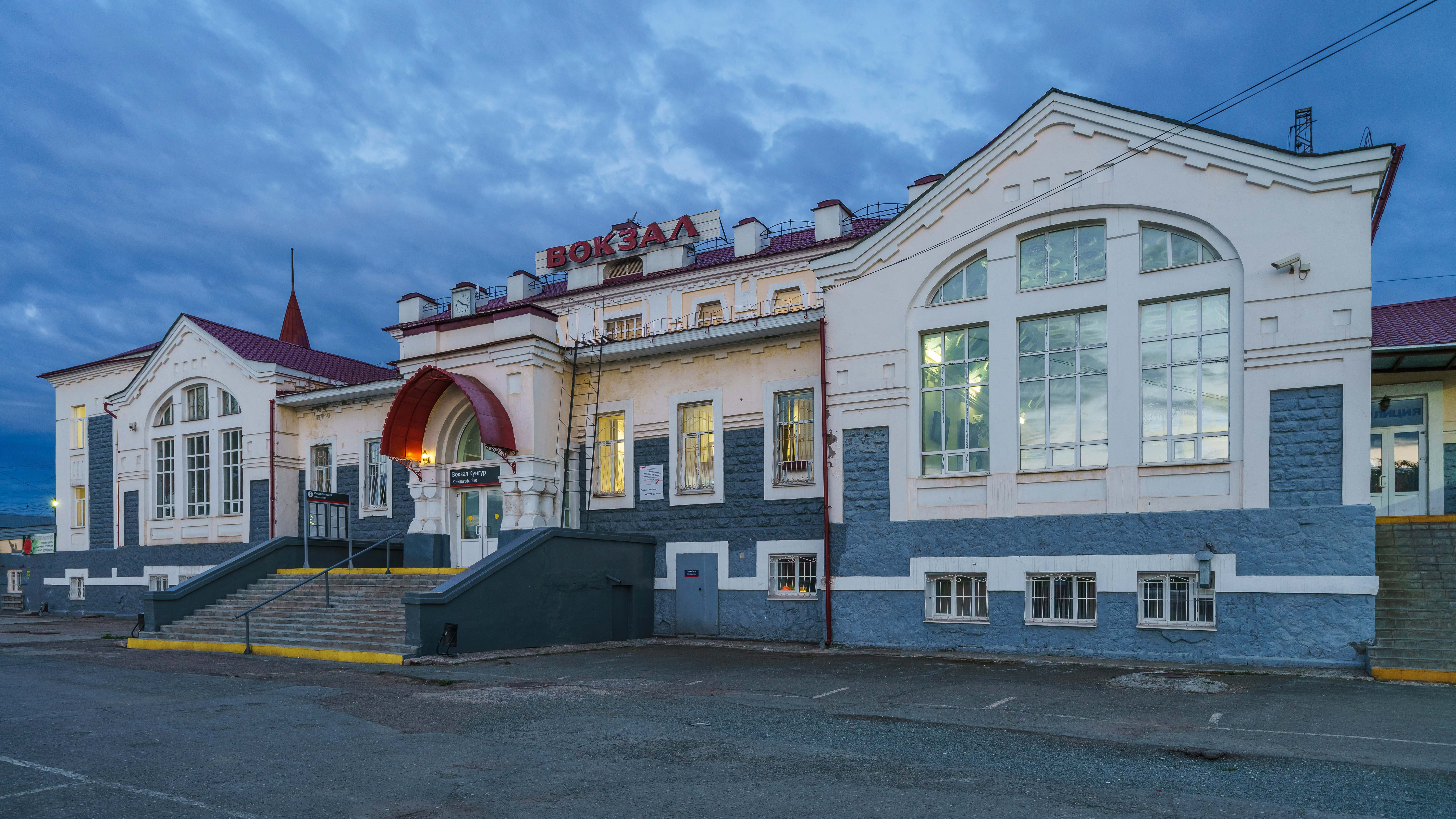
Вокзал, зведений у стилі модерн

На самому початку 1774 року до Кунгура підступили татарські, башкирські і бунтівні козацькі загони Пугачова під керівництвом Салавата Юлаєва та Івана Кузнєцова загальною чисельністю близько 11 тис. Кунгурський воєвода ще 27 грудня 1773 втік з усіма чиновниками до Строганових, за що згодом був позбавлений чинів і висланий до Вятки. Але місто вистояло облогу бунтівників.
У 1786 році Кунгур з центру Пермської провінції перетворено у повітове місто Пермського намісництва, а після її перейменування 1797 року — в центр Кунгурського повіту Пермської губернії. У 1783 році до міста дійшов благоустрій Сибірського тракту, по якому в 1790 році по дорозі на заслання до Кунгура приїхав Олександр Радищев. На строк від 28 листопада до 4 грудня він зупинився у хаті воєводи.
У 1837 році в Кунгурі побував Василь Жуковський, який супроводжував майбутнього імператора Олександра II в його ознайомчій поїздці по Росії. 1840 року в Кунгурі відкрито першу в місті публічну бібліотеку, складену з книг Кирила Хлєбникова, дослідника Камчатки і Російської Америки, подарованих місту. Того ж року купець Олексій Губкін заснував у місті чайну торгівлю, яка завдяки зусиллям його та інших кунгурських підприємців незабаром перетворює місто на великий центр гуртової торгівлі чаєм. У липні 1877 Губкін відкрив у місті Кунгурське технічне училище, при якому були механічні майстерні, що після подій 1917 року стали основою для створення Кунгурського машинобудівного заводу. У 1887 році розпочало роботу строкове пасажирське пароплавство між Перм'ю і Кунгуром по річках Камі, Чусовій і Силві, а 1909 року відкрито залізничну станцію Кунгур на ділянці Перм — Єкатеринбург, яка є складовою частиною Транссибірської магістралі. Того ж 1909 року почали функціювати міський водопровід і краєзнавчий музей. За два роки до того в Кунгурі з'явився телефонний зв'язок.

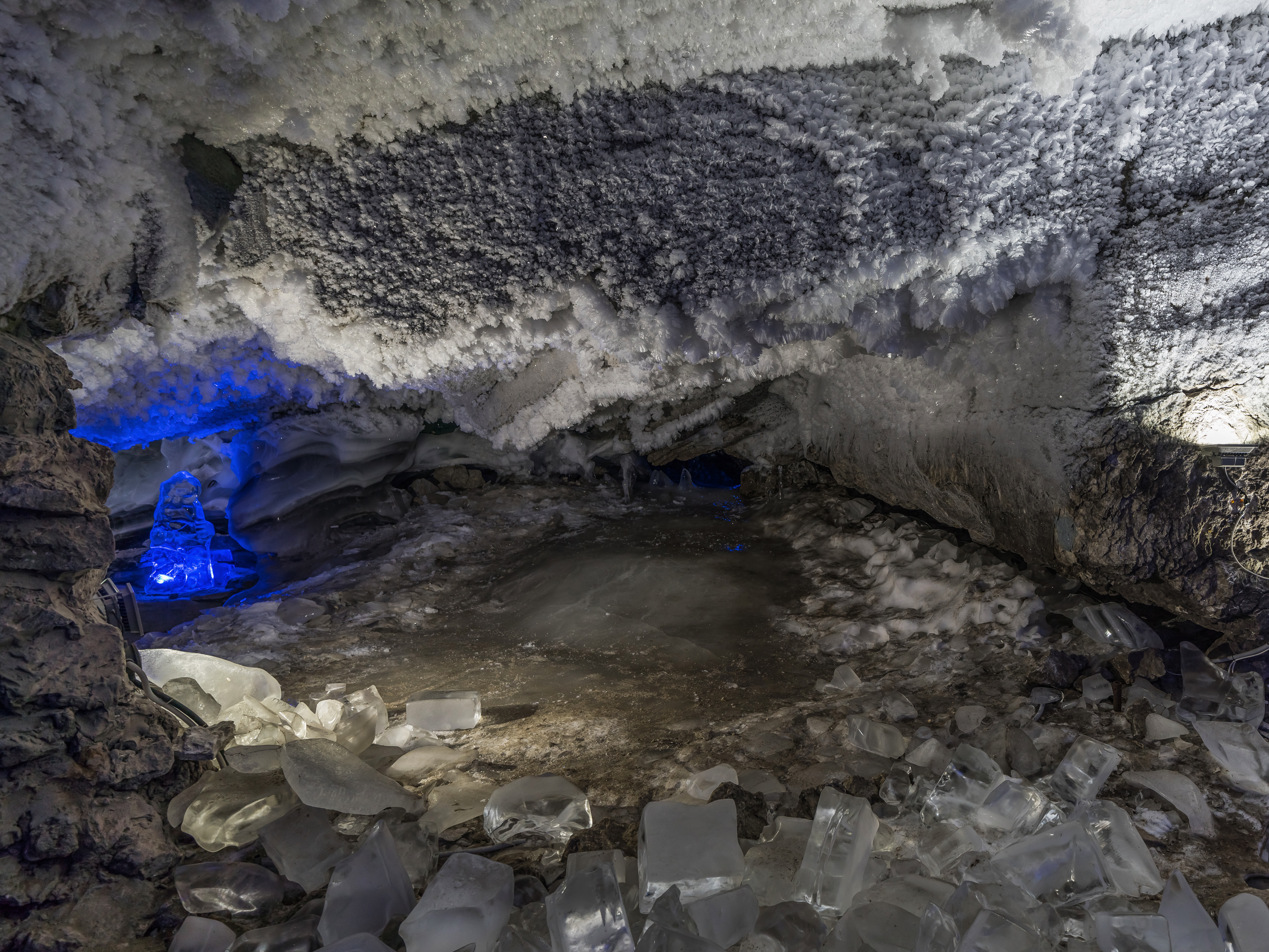
Лід у Кунгурськiй печері

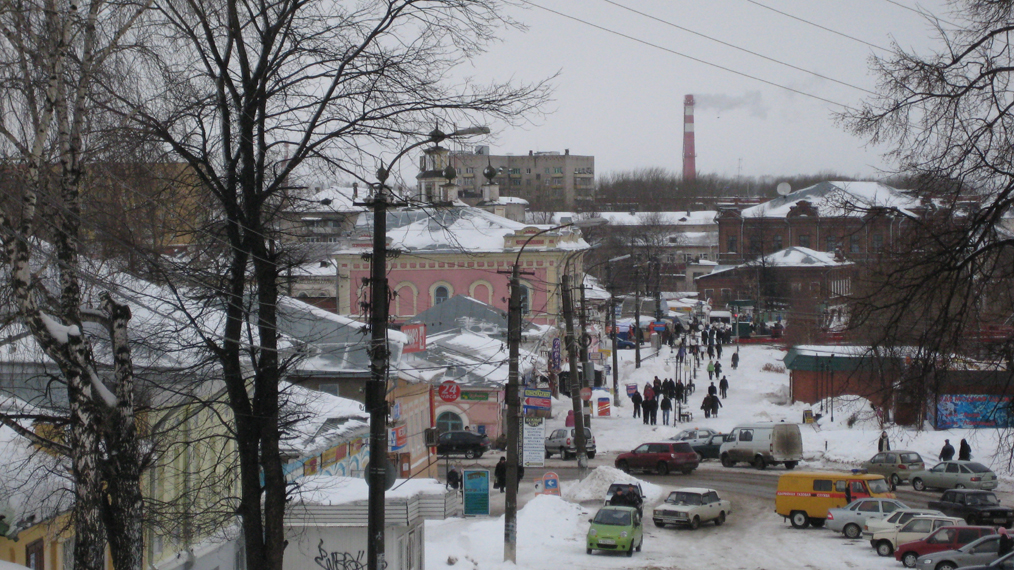
Вигляд на зимовий Кунгур

1970 року Кунгур занесли до списку історичних міст Росії. З липня 2002 року в Кунгурі почали щорічно проводити «Небесну Ярмарку» — фестиваль повітроплавання, де можна побачити безліч аеростатів різноманітної конструкції.

## Природні ресурси
Місто лежить на півночі Кунгурського лісостепу, своєрідного природного комплексу, де химерно поєдналися широколистяно-ялиновий ліс і степова рослинність. Розмаїття степових, лісових, лугових видів рослин доповнюється широким представництвом реліктів, ендеміків. Рельєф у межах міста пересічений, підстильні товщі складені з м'яких порід — вапняків, ангідритів, гіпсів, розвинені карстові явища. Все це ускладнює будівництво в межах міста. На території міста розташований унікальний геологічний пам'ятник — Кунгурська крижана печера — одна з найбільших карстових печер у Європейській частині Росії (протяжність 5600 м, 60 озер).
Місто лежить на берегах річки Силви, а також Ірені і Шакви, що впадають у неї. Води цих річок вирізняються високою насиченістю вуглекислими солями кальцію, магнію (особливо річки Ірень), що обмежує можливості їх споживання в побуті і господарстві. Багато підприємств для своїх потреб використовують підземні води. Бурхливе танення снігів часто призводить до повеней. У місті вода піднімається на 5-7 м.

## Транспорт

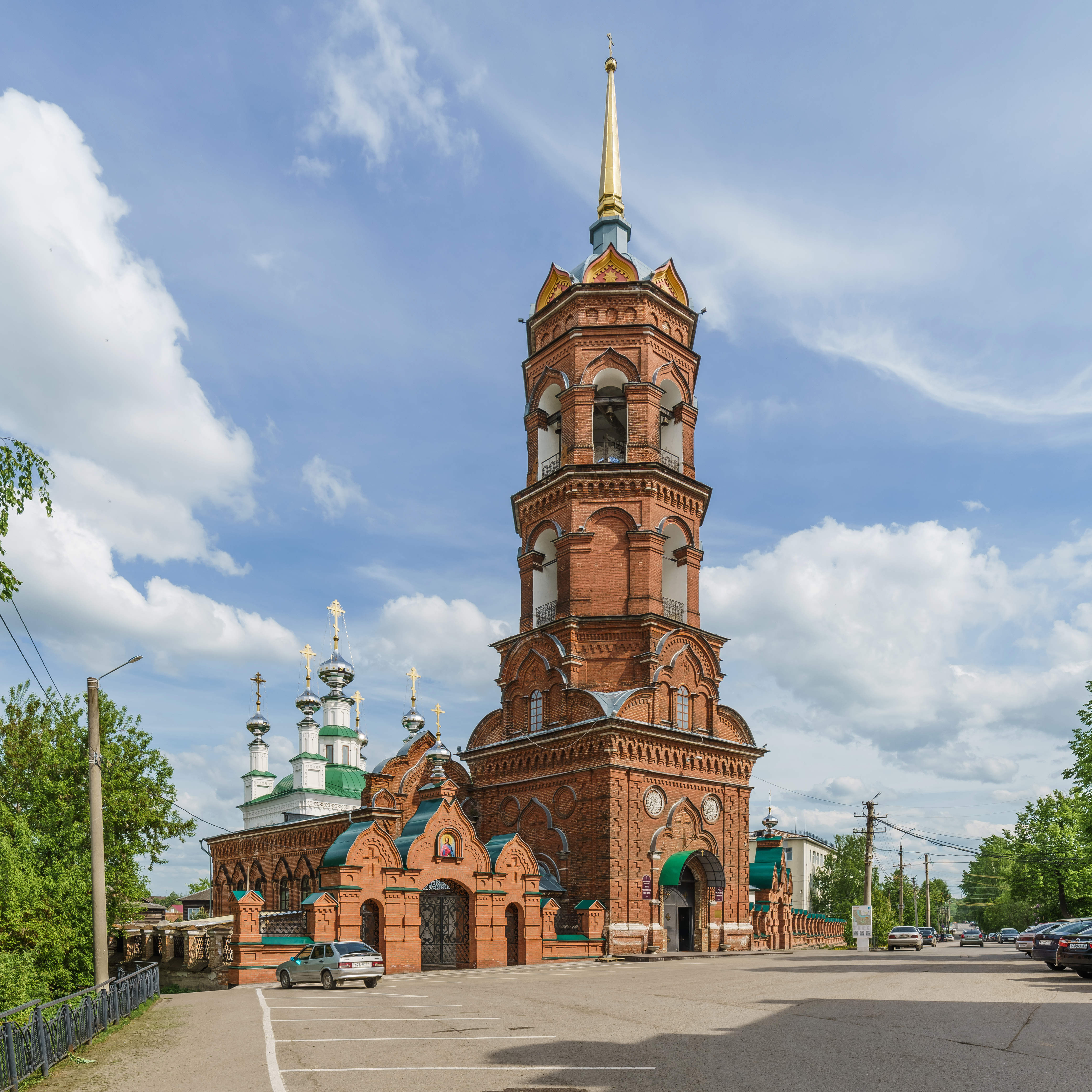
Церква Тихвінської ікони Божої Матері

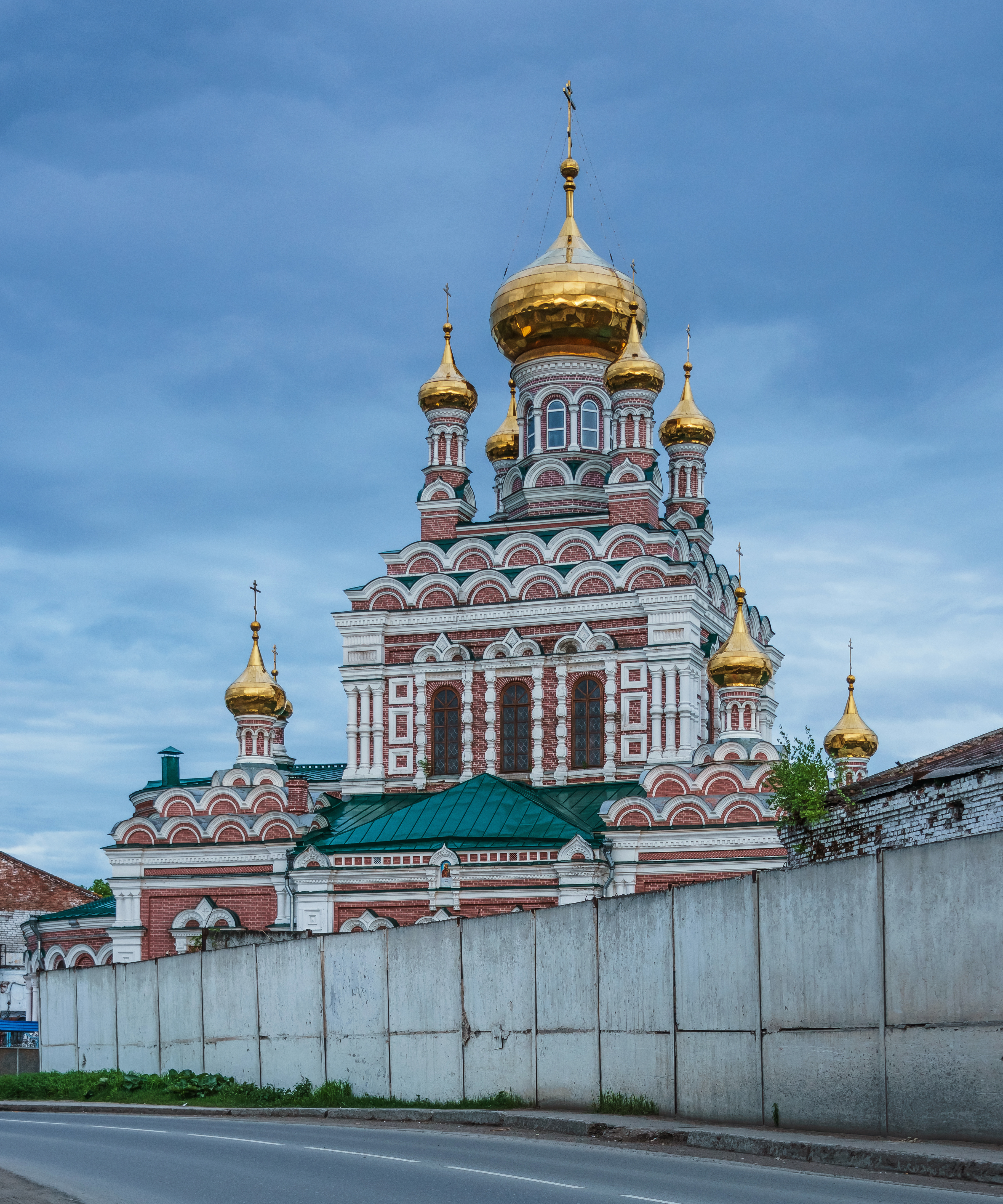
Нікольський храм

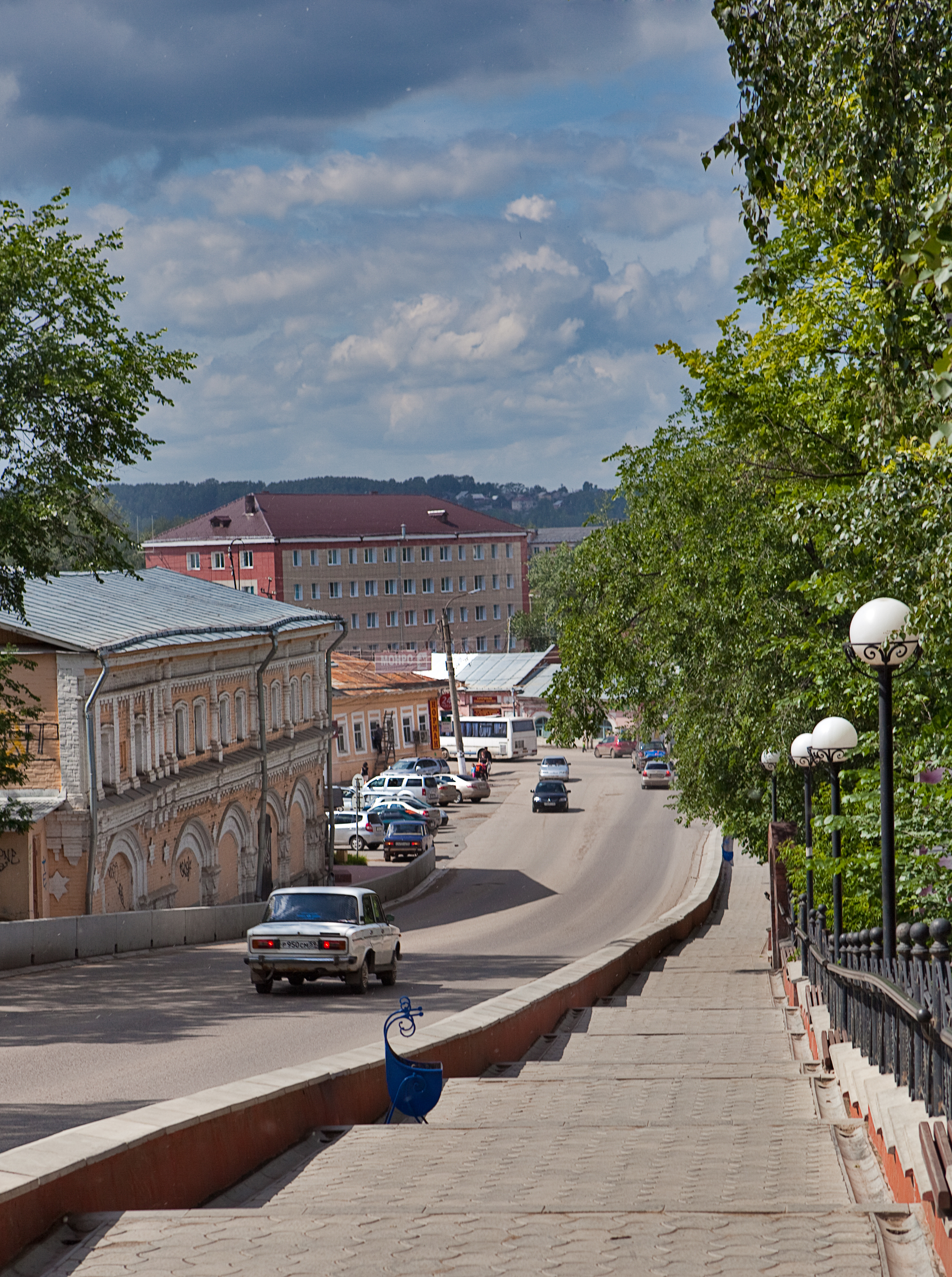
Вулиця в центрі міста

Кунгур — великий транспортний вузол, через який проходять дороги федерального (Р242) і крайового (Р343) значення. У місті діє залізнична станція Транссибірської магістралі.
Історично Кунгур був вузлом шляхів сполучення в Доураллі. Через місто проходив відомий Сибірський тракт. Гороблагодатський тракт пов'язував Кунгур з Осою, а Бірський тракт — з містами Бірськ, Уфа.
Також є автобусні сполучення з Ордою, Перм'ю, Чорнушкою та іншими населеними пунктами.

## Туризм
Кунгур — одне з найстаріших міст Прикам'я та Поволжя, відоме завдяки купецьким традиціям, провінційній архітектурі 17-19 ст. Колись до Кунгура діставались по Сибірському тракту, по якому проходив Великий чайний шлях, який об'єднує Росію, Монголію і Китай з Європою. У ХХ столітті 80 % всієї російської торгівлі чаєм проходило через Кунгур. Донині місто тримає почесне звання «Чайна столиця Російської імперії».
Туристи називають сучасне місто містом-релаксом з музеями і парками, торговими та небесними ярмарками, ремісничими майстернями, фестивалями, заміськими базами відпочинку та прогулянковими набережними.

## Релігія
Більшість жителів сповідують православ'я. Головні храми: Церква Тихвінської ікони Божої Матері, Мала Олексіївська церква. Також у місті присутні католики (переважно поволзькі німці та поляки), протестанти та мусульмани.

## Населення
Чисельність населення міста стабільна і в останні роки практично не росте. Відтік населення з міста повністю компенсується міграціями із суміжних територій і природним приростом. Параметри статево-віковою структури відповідають середньообласному рівню. Частка працездатного населення — 57,6 %, старшого ніж працездатне — 17,3 %. Середній вік — 33,9 року. Середньорічна чисельність робітників і службовців — 35,8 тис. чол. Забезпеченість фахівцями з вищою і середньою спеціальною освітою в місті вища, ніж у сільських районах.
Переважають росіяни (більше як 90 %), проте в місті проживають також башкири, татари та інші народності. Рівень забезпеченості робочою силою високий. Місто виділяється серед інших міст області високою часткою населення з вищою і середньою спеціальною освітою і одночасно значним числом людей з початковою освітою і таких, що її не мають.
Зміна чисельності населення по роках:
- ▲14 300 осіб (1897 р. — Перший офіційний перепис російської імперії)
- ▲36 000 осіб (1939 р.)
- ▲74 488 осіб (1970 р.)
- ▲82 000 осіб (1986 р.)
- ▼75 500 осіб (2000 р.)
- ▼68 000 осіб (2005 р.)
- ▼67 900 осіб (2010 р.)
- ▼66 100 осіб (2011 р.)
- ▲66 316 осіб (2012 р.)
- ▲66 478 осіб (2013 р.)

## Пам'ятки
- Маєток Ковальова
- Міська управа Кунгура
- Кунгурський гостинний двір
- Будинок М. І. Ануфрієвої
- Кунгурський будинок Грибушина
- Кунгурський Малий Гостинний двір
- Центральна міська бібліотека ім. К. Т. Хлєбникова
- Маєток Хлєбникових
- Обеліск від військ Пугачова
- Маєток Дубініна
- «Пуп Землі»

## Уродженці
- Єлісєєв Ігор Миколайович (1965—2015) — капітан Збройних сил України, учасник російсько-української війни 2014—2017.
- Попов Михайло Абрамович (1753—1811) — російський купець 2-ї гільдії, перший міський голова Пермі.